# Pinheiro (Penafiel)
Pinheiro é uma povoação portuguesa do Município de Penafiel que foi sede da extinta Freguesia de Pinheiro, freguesia que tinha 4,47 km² de área e 2 431 habitantes (2011), e, por isso, uma densidade populacional de 543,8 hab/km².
A Freguesia de Pinheiro foi uma das 3 antigas freguesias aglomeradas da nova freguesia chamada Termas de São Vicente.
Pinheiro é um aglomerado repleto de história. A principal atração da localidade são as Termas de São Vicente. As águas de S. Vicente são consideradas as águas mais alcalinas da Europa e a principal escolha no que trata a tratamentos a nível do sistema respiratório.
Mesmo ao lado das Termas de S. Vicente podemos encontrar as ruínas de umas termas romanas, que datam do século V d.c.

## População
| População da freguesia de Pinheiro | População da freguesia de Pinheiro | População da freguesia de Pinheiro | População da freguesia de Pinheiro | População da freguesia de Pinheiro | População da freguesia de Pinheiro | População da freguesia de Pinheiro | População da freguesia de Pinheiro | População da freguesia de Pinheiro | População da freguesia de Pinheiro | População da freguesia de Pinheiro | População da freguesia de Pinheiro | População da freguesia de Pinheiro | População da freguesia de Pinheiro | População da freguesia de Pinheiro |
| ---------------------------------- | ---------------------------------- | ---------------------------------- | ---------------------------------- | ---------------------------------- | ---------------------------------- | ---------------------------------- | ---------------------------------- | ---------------------------------- | ---------------------------------- | ---------------------------------- | ---------------------------------- | ---------------------------------- | ---------------------------------- | ---------------------------------- |
| 1864                               | 1878                               | 1890                               | 1900                               | 1911                               | 1920                               | 1930                               | 1940                               | 1950                               | 1960                               | 1970                               | 1981                               | 1991                               | 2001                               | 2011                               |
| 806                                | 730                                | 840                                | 798                                | 936                                | 905                                | 952                                | 1 027                              | 1 100                              | 1 306                              | 1 586                              | 1 889                              | 1 918                              | 2 297                              | 2 431                              |

| Distribuição da População por Grupos Etários | Distribuição da População por Grupos Etários | Distribuição da População por Grupos Etários | Distribuição da População por Grupos Etários | Distribuição da População por Grupos Etários | Distribuição da População por Grupos Etários | Distribuição da População por Grupos Etários | Distribuição da População por Grupos Etários | Distribuição da População por Grupos Etários | Distribuição da População por Grupos Etários |
| -------------------------------------------- | -------------------------------------------- | -------------------------------------------- | -------------------------------------------- | -------------------------------------------- | -------------------------------------------- | -------------------------------------------- | -------------------------------------------- | -------------------------------------------- | -------------------------------------------- |
| Ano                                          | 0-14 Anos                                    | 15-24 Anos                                   | 25-64 Anos                                   | > 65 Anos                                    |                                              | 0-14 Anos                                    | 15-24 Anos                                   | 25-64 Anos                                   | > 65 Anos                                    |
| 2001                                         | 484                                          | 371                                          | 1 213                                        | 229                                          |                                              | 21,1%                                        | 16,2%                                        | 52,8%                                        | 10,0%                                        |
| 2011                                         | 469                                          | 326                                          | 1 368                                        | 268                                          |                                              | 19,3%                                        | 13,4%                                        | 56,3%                                        | 11,0%                                        |

Média do País no censo de 2001:  0/14 Anos-16,0%; 15/24 Anos-14,3%; 25/64 Anos-53,4%; 65 e mais Anos-16,4%
Média do País no censo de 2011:   0/14 Anos-14,9%; 15/24 Anos-10,9%; 25/64 Anos-55,2%; 65 e mais Anos-19,0%

## Património
- Termas de São Vicente
- Capela de Santo António
- Fonte de Valga